# 外約克 (英國國會選區)
外約克（英語：York Outer），英國國會一郡選區，包括英格蘭約克郡-亨伯北約克郡約克市中心外圍。
始於2010年。在2010年大選中保守黨的朱利安·斯特迪以43.0%選票勝出該區當選。